# Marco Lucchinelli
Marco Lucchinelli (Bolano, Italia, 26 de junio de 1954) es un expiloto de motociclismo italiano campeón del mundo de 500cc en 1981.

## Biografía
Comenzó su carrera en 1975 en una Laverda en carreras de resistencia. Su pilotaje impresionó a la Yamaha lo suficiente para ganarse una moto patrocinada en el Campeonato Nacional de Italia, así como una participación en el Gran Premio de las Naciones de 1975 en la categoría 350cc.
En 1976 montó una Suzuki en el Campeonato del Mundo de 500cc consiguiendo el cuarto lugar en el campeonato con dos segundos lugares, junto con un tercero y un cuarto lugar. Ganó el apodo de Crazy Horse (Caballo Loco) por su estilo salvaje que atrajo a muchos aficionados. Este estilo de conducción sin miedo también significó que se estrelló con bastante frecuencia. En la temporada de 1977, se quedaría en el undécimo lugar en el Campeonato del Mundo de 500cc en una Yamaha.
Lucchinelli regresó a Suzuki para la temporada de 1978 y en 1980, ganó su primer Gran Premio en 500cc en el Gran Premio de Alemania en Nürburgring. Terminaría la temporada en el tercer lugar detrás de Kenny Roberts y Randy Mamola.
Lucchinelli tuvo su mejor año en 1981. Comenzó el año con una victoria sobre Kenny Roberts en la prestigiosa carrera Imola 200 una carrera no puntuable para el campeonato en Italia. Luego consiguió 5 victorias a bordo de la Suzuki oficial del equipo de Roberto Gallina, batallando contra Randy Mamola hasta la última carrera de la temporada antes de ganar el Campeonato del Mundo de 500cc. Para 1982, Lucchinelli aceptó una oferta de Honda para competir con su nueva NS500 de tres cilindros junto a Freddie Spencer y Takazumi Katayama. Tendría una temporada mediocre en la que Franco Uncini ganaría el campeonato para el equipo Roberto Gallina-Suzuki por el que Lucchinelli había ganado el título el año anterior.
Después de otra temporada mediocre con Honda en 1983, se unió al equipo Cagiva para las temporadas de 1984 y 1985 antes de retirarse de las carreras. Él probó su mano en el automovilismo, compitiendo en la ronda italiana de la temporada 1986 de la fórmula 3000 en un Lola-Ford.

## Resultados en el Campeonato del Mundo
Sistema de puntuación desde 1969 hasta 1987:
| Posición | 1.º | 2.º | 3.º | 4.º | 5.º | 6.º | 7.º | 8.º | 9.º | 10.º |
| Puntos   | 15  | 12  | 10  | 8   | 6   | 5   | 4   | 3   | 2   | 1    |

### Carreras por año
(Carreras en negrita indica pole position, Carreras en cursiva indica vuelta rápida)
| Año  | Clase | Equipo | 1       | 2       | 3       | 4       | 5       | 6       | 7       | 8       | 9       | 10      | 11      | 12      | 13    | Pts. | Pos. | Vic. |
| ---- | ----- | ------ | ------- | ------- | ------- | ------- | ------- | ------- | ------- | ------- | ------- | ------- | ------- | ------- | ----- | ---- | ---- | ---- |
| 1975 | 350cc | Yamaha | FRA -   | ESP -   | AUT -   | GER -   | NAT 7   | IOM -   | NED -   | FIN -   | CZE -   | YUG -   |         |         |       | 4    | 32.º | 0    |
| 1976 | 500cc | Suzuki | FRA 3   | AUT 2   | NAT -   | IOM -   | NED -   | BEL DNS | SWE 15  | FIN 5   | CZE Ret | GER 2   |         |         |       | 40   | 4.º  | 0    |
| 1977 | 500cc | Yamaha | VEN 7   | AUT DNS | GER 7   | NAT Ret | FRA Ret | NED 6   | BEL Ret | SWE -   | FIN 2   | CZE Ret | GBR -   |         |       | 25   | 11.º | 0    |
| 1978 | 350cc | Yamaha | VEN -   |         | AUT -   | FRA -   | NAT 6   | NED -   |         | SWE -   | FIN Ret | GBR -   | GER -   | CZE -   | YUG - | 5    | 18.º | 0    |
| 1978 | 500cc | Suzuki | VEN -   | ESP Ret | AUT 4   | FRA Ret | NAT 3   | NED Ret | BEL 7   | SWE Ret | FIN Ret | GBR 4   | GER Ret |         |       | 30   | 9.º  | 0    |
| 1979 | 500cc | Suzuki | VEN -   | AUT 9   | GER Ret | NAT Ret | ESP 10  | YUG Ret | NED Ret | BEL DNS | SWE 7   | FIN 9   | GBR 9   | FRA Ret |       | 11   | 18.º | 0    |
| 1980 | 500cc | Suzuki | NAT Ret | ESP 2   | FRA 3   | NED Ret | BEL 2   | FIN Ret | GBR 3   | GER 1   |         |         |         |         |       | 59   | 3.º  | 1    |
| 1981 | 500cc | Suzuki | AUT Ret | GER 3   | NAT 5   | FRA 1   | YUG 2   | NED 1   | BEL 1   | RSM 1   | GBR 19  | FIN 1   | SWE 9   |         |       | 105  | 1.º  | 5    |
| 1982 | 500cc | Honda  | ARG 5   | AUT Ret | FRA -   | ESP 5   | NAT 5   | NED Ret | BEL 6   | YUG 8   | GBR 17  | SWE 5   | RSM 6   | GER 5   |       | 43   | 8.º  | 0    |
| 1983 | 500cc | Honda  | RSA 9   | FRA 2   | NAT 10  | GER 3   | ESP Ret | AUT 7   | YUG 9   | NED Ret | BEL 7   | GBR Ret | SWE 6   | RSM 4   |       | 48   | 7.º  | 0    |
| 1984 | 500cc | Cagiva | RSA Ret | NAT Ret | ESP Ret | AUT Ret | GER -   | FRA DNS | YUG -   | NED Ret | BEL -   | GBR DNS | SWE -   | RSM -   |       | 0    | -    | 0    |
| 1985 | 500cc | Cagiva | RSA -   | ESP -   | GER -   | NAT -   | AUT -   | YUG Ret | NED Ret | BEL Ret | FRA -   | GBR -   | SWE -   | RSM Ret |       | 0    | -    | 0    |
| 1986 | 500cc | Cagiva | ESP -   | NAT Ret | GER -   | AUT -   | YUG -   | NED -   | BEL -   | FRA -   | GBR -   | SWE -   | RSM -   |         |       | 0    | -    | 0    |